# ニュージャージー州の旗

ニュージャージー州の旗

ニュージャージー州の旗（ニュージャージーしゅうのはた）は、アメリカ合衆国ニュージャージー州の州旗。黄褐色の地に州章があしらわれている。
1896年3月11日のニュージャージー州議会の議事録によると、黄褐色は間接的に、1779年10月2日に大陸軍ニュージャージー連隊の制服を紺色に黄褐色の表装に決定したジョージ・ワシントンにちなんでいる。